# Fusuloppia fusuligera
Fusuloppia fusuligera är en kvalsterart som först beskrevs av Balogh 1962.  Fusuloppia fusuligera ingår i släktet Fusuloppia och familjen Oppiidae. Inga underarter finns listade i Catalogue of Life.